# Liste des seigneurs de Poix
Les seigneurs de Poix étaient seigneurs du bourg aujourd'hui appelé Poix-de-Picardie, dans le département de la Somme et la région Hauts-de-France.  
La seigneurie de Poix a appartenu successivement aux maisons Tyrel, de Soissons-Moreuil, de Créquy, de Blanchefort, de La Trémoïlle et de Noailles.
Le titre de prince de Poix est encore porté aujourd'hui par une branche de la maison de Noailles.  

## Historique
Les sources écrites connues permettent de faire remonter l'histoire de la seigneurie de Poix au XIe siècle, pendant lequel Gauthier Tyrel fit construire le château de Poix et celui, voisin, de Famechon. 
Au Moyen Âge, les seigneurs de Poix se qualifièrent Prince de Poix. Ce titre fut reconnu le 12 novembre 1504 par le roi Louis XII à Jean II de Soissons, seigneur de Poix et Moreuil.
Par lettres de juin 1652, le roi Louis XIV érigea la seigneurie de Poix en Duché-Pairie sous le nom de Créquy, en faveur de Charles de (Blanchefort) Créquy.
Charles de (Blanchefort) Créquy étant mort sans postérité mâle, le Duché-Pairie s'éteignit avec lui, en 1687.
La terre de Poix étant échue en 1729 à Philippe de Noailles, celui-ci obtint par lettres patentes du Roi Louis XV, données à Fontainebleau le 24 octobre 1765, que soit maintenu en sa faveur le titre de principauté dont la terre de Poix avait joui jusque-là, et que dorénavant, cette terre fût toujours qualifiée du titre de principauté.

### Maison Tyrel
- Gautier Ier Tirel (avant 1030 - 1068), seigneur de Poix. Il aurait participé à la Bataille d'Hastings, aux côtés de Guillaume le Conquérant. Il eut pour fils :
  - Gautier II Tirel (vers 1068 - avant 1110), seigneur de Poix. Il aurait tué accidentellement, à la chasse, le roi d'Angleterre Guillaume le Roux. Cependant Suger de Saint-Denis, ministre et biographe de Louis VI de France, affirma que  Gautier II Tirel lui avait juré à plusieurs reprises n'avoir ni été en compagnie du roi ce jour-là, ni même l'avoir vu[5]. Il fit avec son deuxième fils, Baudouin, un pèlerinage en Terre-Sainte. Il fut père de :
    - Gauthier III Tyrel, dit le Généreux (vers 1092 - après 1131), seigneur de Poix. Il fonda l'église et le prieuré de Saint-Denis de Poix, en 1116. En 1131, il fonda l'abbaye de Selincourt pour abriter une Sainte Larme du Christ. L'abbaye de Selincourt fut la nécropole de la famille Tyrel. Il eut pour fils :
      - Hugues Ier Tyrel ( - vers 1158), seigneur de Poix, dont :
        - Hugues II Tyrel ( - 1191), seigneur de Poix, qui suit. Il aurait participé à la troisième croisade et aurait péri au siège d'Acre, en 1191.
        - Adam Tyrel ( - 1218), auteur de la branche puinée de Moyencourt.

- Hugues II Tyrel, seigneur de Poix, marié avec Isabelle de Wignacourt, fut père de :
  - Gauthier IV ( - 1228), seigneur de Poix. Il octroya une charte communale à la ville de Poix-de-Picardie, en 1208 ; dont :
    - Hugues III ( - 1272), prince de Poix, tué dans le village de Namps-au-Val, au cours d'un combat contre Jean, comte d'Aumale, et les seigneurs de Romescamps, de Conty et de Picquigny, dont :
      - Guillaume Ier (vers 1240 - 1302), dont :
        - Guillaume II ( - 1322), seigneur de Poix. Il fut capitaine de cavalerie et servit sous le comte de Saint-Pol jusqu'en 1316, avec 2 chevaliers 9 écuyers. Il participa à la bataille de Courtrai, le 11 juillet 1302, à la bataille de Mons-en-Pévèle, en 1304. Il accompagna le connétable Gaucher de Châtillon à Pampelune, où fut couronné roi de Navarre, Louis, fils aîné du roi de France Philippe le Bel, le 1er octobre 1307. Dont :
          - Jean Ier ( - 1346), seigneur de Poix. Il se battit en champ clos à Gisors, le 6 mai 1337, contre Pierre III, chevalier, sire de Sarcus, au sujet du château de Fricamps, pour lequel il existait un différend entre les deux seigneurs. En 1346, Poix-de-Picardie fut prise et brûlée par les Anglais, qui détruisirent le château et massacrèrent la population[6]. Le sire de Poix et son fils aîné échappèrent au carnage. Jean Tyrel fut tué à la bataille de Crécy, le 26 août 1346, avec son fils Bernard, et Robert de Rambures, son beau-frère. Jean Ier laissa pour successeur son fils Jean II :
            - Jean II ( - 1361), seigneur de Poix. Il participa à la bataille de Crécy avec son père. Il servit dans le Périgord, en 1352 et 1353 et combattit à la bataille de Poitiers en 1356. Il devint lieutenant général pour le roi, en Picardie, et mourut en 1361, en Languedoc, en combattant sous les ordres du connétable de Robert de Fiennes, dans la compagnie du maréchal d'Andrehan. Jean II Tyrel épousa Agnès de Soyécourt, dame de Séchelles, dont il eut :
              - Jean III Tyrel ( - vers 1383), seigneur de Poix, qui suit. En 1369, il combattit avec Guy de Luxembourg-Ligny, comte de Saint-Pol, et Hugues de Châtillon, pour chasser les Anglais d'Abbeville, et il fut fait prisonnier dans le Ponthieu. La rançon exigée pour sa libération s'élevait à  9 000 florins francs, somme qui était quatre fois plus forte que tous ses biens.

            - Rogues Tyrel ( - 1415), auteur de la branche cadette d'Ignaucourt (Somme)
            - Pierre Tyrel ( - 1431), auteur de la branche puinée de Séchelles

- Jean III Tyrel épousa Marguerite de Châtillon, dont il eut :
  - Jean IV Tyrel ( - 1402), seigneur de Poix. Il suivit le parti du duc de Bourgogne, et fut tué en 1402, en défendant le château d'Argueil contre les Anglais. Il épousa Jeanne des Quesnes, dont il eut :
    - Jean V Tyrel ( - 1415), seigneur de Poix. Il fut tué à la bataille d'Azincourt, le 25 octobre 1415. Il avait épousé en 1404 Marguerite de Bracquemont, dont il eut :
      - Philippe Tyrel (1405-1417), mourut à l'âge de 12 ans. La seigneurie de Poix échut à Marguerite Tyrel, sœur de Jean V qui avait testé en sa faveur pour le cas où il viendrait à mourir sans enfants.

    - Marguerite Tyrel ( - après 1437), dame héritière de Poix et de Regnière-Écluse. Elle épousa, vers 1400, Thibaut de Soissons, chevalier, sire de Moreuil, qui devint, par son épouse, sire de Poix. Il fut chambellan du roi Charles VI, capitaine et gouverneur de la ville de Soissons pour le duc d'Orléans ; il fut aussi commis au gouvernement de Boulogne et de Picardie, fut fait prisonnier au siège de Rouen par Henri V, roi d'Angleterre, en 1418. Il mourut le 28 avril 1434.

### Famille de Moreuil-Soissons
- Marguerite Tyrel de Poix, dame de Poix, Régnière-Ecluse, épousa vers 1400 Thibault de Soissons, seigneur de Moreuil, vicomte de Coeuvres, vicomte du Mont Notre Dame, chambellan du Roi Charles VI, capitaine et gouverneur de la ville de Soissons, qui, en 1417, fait aveu au roi Charles VI pour la terre, seigneurie et principauté de Poix. Ce mariage place les seigneuries de Poix et Moreuil entre les mains de la même famille pendant plus de deux siècles. Thibault de Soissons-Moreuil meurt en 1434, laissant plusieurs enfants, une fille Péronne de Soissons Moreuil, dame de Régnière-Ecluse, mariée avec Gilles de Soyécourt, et pour successeur à Poix et Moreuil, un fils, Valeran[7] :
  - Valeran de Moreuil-Soissons, seigneur de Poix, Moreuil, bailly d'amiens, chambellan du duc de Bourgogne, marié en 1425 avec Marguerite de Roye, fille de Guy de Roye et de Jeanne de Mailly. Il meurt en 1464, laissant pour héritier, son fils, Jean[8].
  - Jean Ier de Moreuil-Soissons, seigneur de Poix, conseiller et chambellan des Rois Charles VII et Louis XI, bailli de la ville de Troyes, grand-bailli du Vermandois, Il mourut en 1479, ayant épousé en 1451 Jeanne de Craon, dame de Domart, Bernaville, fille de Jacques de Craon et de Bonne de Fosseux. Ils ont plusieurs filles et un fils, Jean II, leur successeur à Poix[9].
  - Jean II de Moreuil-Soissons, seigneur de Poix, Moreuil, baron de Domart, conseiller et chambellan du Roi Louis XI, Bailli de Troyes, grand-bailli du Vermandois, gouverneur de Montreuil sur Mer. Le 12 novembre 1504, le Roi Louis XII lui reconnut et confirma le titre de prince de Poix. Il meurt en 1519. En 1479, il épouse Barbe de Chatillon, dame de Beauval et autres lieux, dont il a une fille, Jossine. Jean II se Soissons Moreuil se remarie avec Marie de Bournel, fille de Louis de Bournel, seigneur de Thiembronne, et en a une autre fille, prénommée Jacqueline[10].
  - Jossine de Moreuil-Soissons, dame de Poix, Moreuil, Domart, Bernaville, Beauval, épousa en 1497 Jean VII de Créquy, seigneur de Pont Rémy, Fressin, Canaples, gouverneur de Thérouenne, chevalier de l'Ordre de Saint Michel. Ce mariage fait entrer la principauté de Poix dans la Maison de Créquy.

### Famille de Créquy
- Jean VII de Créquy, seigneur de Pont Rémy, Fressin, Canaples, gouverneur de Thérouanne, chevalier de l'Ordre de Saint Michel, épouse en 1497 Jossine de Soissons Moreuil, dame de Poix, Moreuil. tous deux font aveu de la seigneurie de Poix en 1510. Ils initient la reconstruction de l'église de Poix, l'église actuelle, dont l'intérieur du chœur porte la date 1540, en remplacement d'un précédent édifice[11]. Cette reconstruction est poursuivie après eux par leur fils. Certaines clés de voûte pendantes de l'église de Poix portent leurs armoiries et celles de Craon. Jean VII de Créquy meurt vers 1547, laissant plusieurs enfants, parmi lesquels François de Créquy, évêque de Thérouanne et abbé de Selincourt. Son successeur à Poix est son fils aîné, Jean VIII de Créquy[12].
  - Jean VIII de Créquy, seigneur de Poix, Moreuil, marié en 1525 avec Marie d'Acigné. Tous deux poursuivent la reconstruction de l'église de Poix actuelle, initiée par leurs parents. Certaines des clés pendantes des voûtes de cette église portent leurs armoiries[13]. Jean VIII de Créquy meurt en 1555, laissant pour héritier son fils, Jean IX, puis son autre fils, Antoine. L'un et l'autre meurent sans postérité. Poix et Moreuil échoient après eux au fils de leur sœur Marie de Créquy. Cette dernière fait entrer les biens de sa famille dans la Maison de Blanchefort, par son mariage en 1543  avec Gilbert de Blanchefort[14].
  - Jean IX de Créquy, seigneur de Poix, Moreuil, commandant d'une compagnie de 50 hommes d'armes, est tué en 1557 à la journée de Saint Quentin. Il n'avait pas d'enfant et laisse pour héritier, son frère, Antoine de Créquy[15].
  - Antoine de Créquy, seigneur de Poix, Moreuil, prêtre, évêque de Nantes, puis d'Amiens, cardinal, abbé de Selincourt[16]. Il meurt en 1574 et est inhumé dans l'abbatiale Saint Vaast de Moreuil, laissant pour héritier le fils de sa sœur, Antoine de Blanchefort, à charge pour celui-ci de relever le nom et les armes de Créquy[17].

### Maisons de Blanchefort et de La Tremoïlle
- Antoine de Blanchefort Créquy, baron de Mirebeau, seigneur de Saint Janvrin, fils de Gilbert de Blanchefort et Marie de Créquy, hérite de la principauté de Poix et de la seigneurie de Moreuil au décès de son oncle, le cardinal Antoine de Créquy, évêque d'Amiens. Il épouse en 1571 Catherine d'Aguerre et meurt vers 1600. il a pour successeur à Poix, son fils, Charles II de Blanchefort Créquy[18].
  - Charles II de Blanchefort Créquy prince de Poix, seigneur de Moreuil, Maréchal de France, marié en 1595 avec Madeleine de Bonne, fille de François de Bonne, duc de Lesdiguières, connétable de France. Il meurt en 1638 et est inhumé dans la chapelle du château de Lesdiguières, au Glaizil.. Tous deux ont plusieurs enfants : François de Blanchefort Créquy, qui hérite du titre de duc de Lesdiguières et du château de Vizille[19] ; Charles III de Blanchefort Créquy, héritier de Poix et Moreuil, qui suit, et deux filles[20].
  - Charles III de Blanchefort Créquy, mourut en 1630, avant son père. Il avait épousé en 1620 Anne de Beauvoir du Roure, qui mourut en 1686. Elle lui donna trois fils : Charles de Blanchefort Créquy, duc de Créquy et prince de Poix, qui suit ; Alphonse de Blanchefort Créquy, comte de Canaples, puis duc de Lesdiguières ; et François de Blanchefort Créquy, marquis de Marines, seigneur de Moreuil, maréchal de France. C'est alors que les seigneuries de Poix et Moreuil cessent d'appartenir à un même personnage.
  - Charles IV de Blanchefort Créquy, prince de Poix, dont il fait aveu en 1639, après la mort de son grand-père. Il est titré en 1662 duc de Créquy par Louis XIV, par des lettres précisant « que la dite terre et principauté de Poix est une des plus belles et nobles terres de la province de Picardie, où elle est située, que le titre de principauté y est fort ancien et lui donne déjà beaucoup d'éclat »[21]. Charles IV de Blanchefort Créquy fut gouverneur de Paris et mourut en 1687. Son monument funéraire, sculpté par Simon Hurtrelle et Pierre Mazeline, est visible dans l'église Saint-Roch de Paris. Le 15 juillet 1680, il reçoit au château de Poix le Roi Louis XIV, la Reine, le dauphin et la dauphine. Le 2 janvier 1689, sa veuve y reçoit la reine d'Angleterre, accompagnée par le prince de Galles[22]. Il épouse en 1653 Anne Armande de Saint Gelais de Lansac de Lusignan, morte en 1709, dont il a une fille unique[23] :
  - Marguerite de Blanchefort Créquy, morte à Paris en 1711,  mariée en 1675 avec Charles Belgique Hollande de La Trémoille, duc de Thouars, prince de Tarente, gouverneur de Vitré, premier gentilhomme de la Chambre du Roi, mort en 1709. De ce mariage, vint une fille unique[24] :
  - Marie Victoire Armande de La Trémoille, mariée en 1696 avec Emmanuel Théodose de La Tour d'Auvergne, duc de Bouillon, comte d'Evreux, Pair et grand chambellan de France. Elle meurt en 1717. L'année suivante, en 1718, ses héritiers vendent la principauté de Poix à Marguerite Thérèse Rouillé de Meslay, veuve de Jean François, marquis de Noailles, puis d'Armand Jean de Vignerot du Plessis, duc de Richelieu[25].

### Maison de Noailles
- Marguerite Thérèse Rouillé de Meslay veuve en premières noces de Jean-François de Noailles, puis en secondes noces d'Armand Jean de Vignerot du Plessis, duc de Richelieu (1629-1715). En 1718, elle achète la principauté de Poix et entreprend d'en faire restaurer le château, afin d'y habiter. Elle meurt sans postérité en 1729, laissant Poix, avec le château inachevé, au neveu de son premier époux, Philippe de Noailles[26].
- Philippe de Noailles, comte de Noailles, duc de Mouchy, prince puis duc de Poix. Né en 1715, il fut guillotiné à Paris en 1794. il fit terminer les travaux au château de Poix, commencés par sa tante. Il épousa Anne Claude Louise d'Arpajon, également guillotinée à Paris en 1794, dont il eut plusieurs enfants, dont postérité subsistante. Son fils aîné, Philippe Louis Marc Antoine de Noailles, prince de Poix, est élu en 1789 député de la Noblesse des Bailliages d'Amiens et Ham aux États-généraux de 1789.

## Ancien château de Poix
Cet édifice, bâti en pierre du pays, se trouvait sur le côté nord de l'église de Poix. 
Dans son état du XVIIIe siècle, il était orienté Est-ouest, édifié selon un plan en U, cet U étant ouvert vers l'Est. L'aile sud comportait quatre niveaux, le rez de chaussée étant orné d'arcades feintes. La cour était arrondie dans les angles, sur un plan elliptique .  
Moins élevés, les flancs nord et ouest du château conservaient un aspect irrégulier, issu de l'ancienne forteresse.  
Sur le flanc sud du château, s'étendait une cour entourée de dépendances, à l'emplacement de l'actuel cimetière. Un petit jardin composé de parterres agrémentait le château sur son côté Est. 
Le château de Poix fut vendu comme bien national en 1794 et en grande partie détruit l'année suivante. Il en reste les soubassements, visibles au fond du cimetière actuel, et des souterrains.

## Fondations des seigneurs de Poix
- Prieuré Saint-Denis et église de Poix de Picardie
- Hôtel-Dieu de Poix de Picardie[30]
- Chapelle Saint-Léon d'Équennes[31]
- Abbaye Saint Pierre de Selincourt, dite de Sainte Larme. Plusieurs seigneurs de Poix au Moyen Âge y furent inhumés[32].